# 観音水

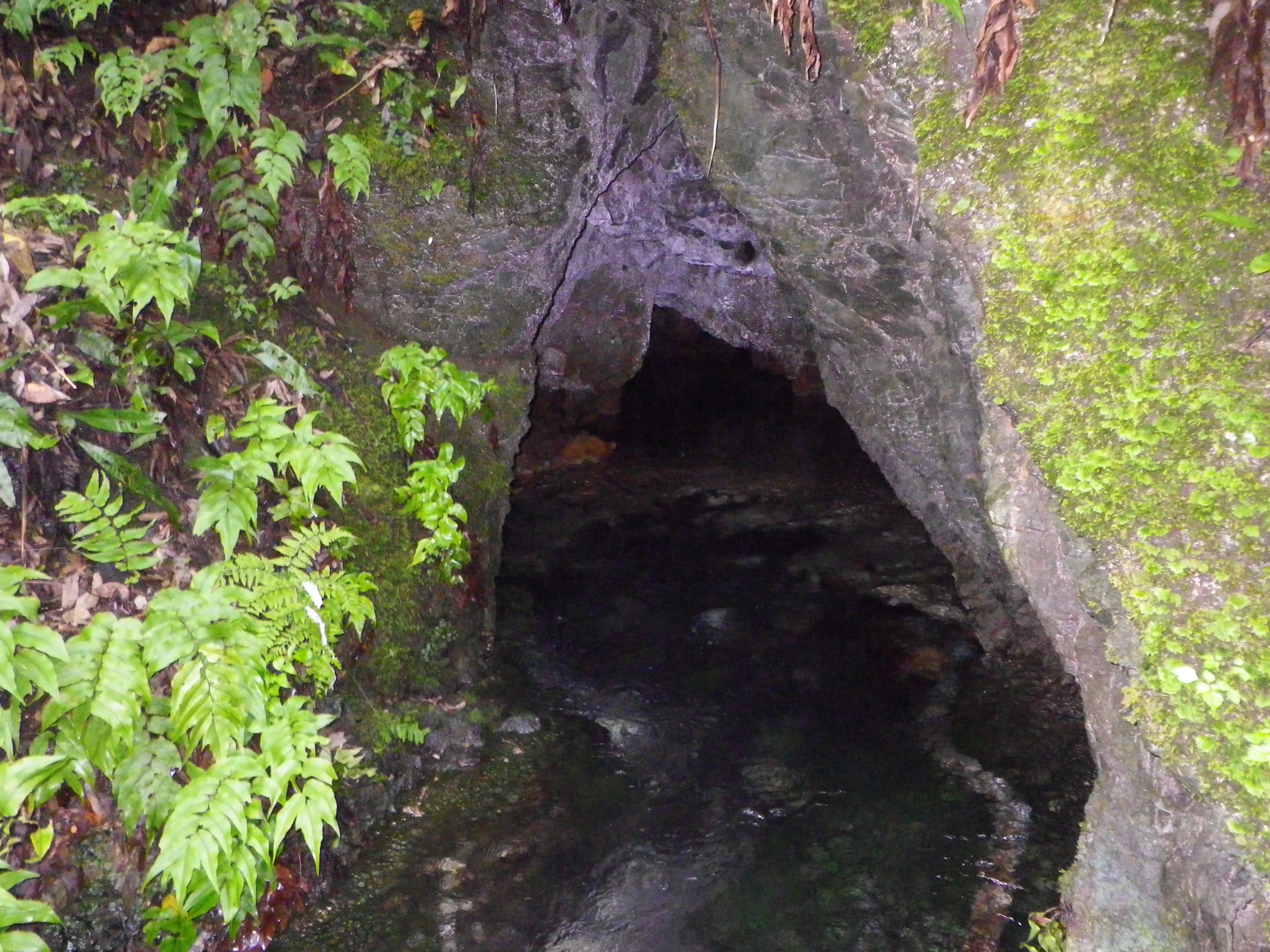
観音水

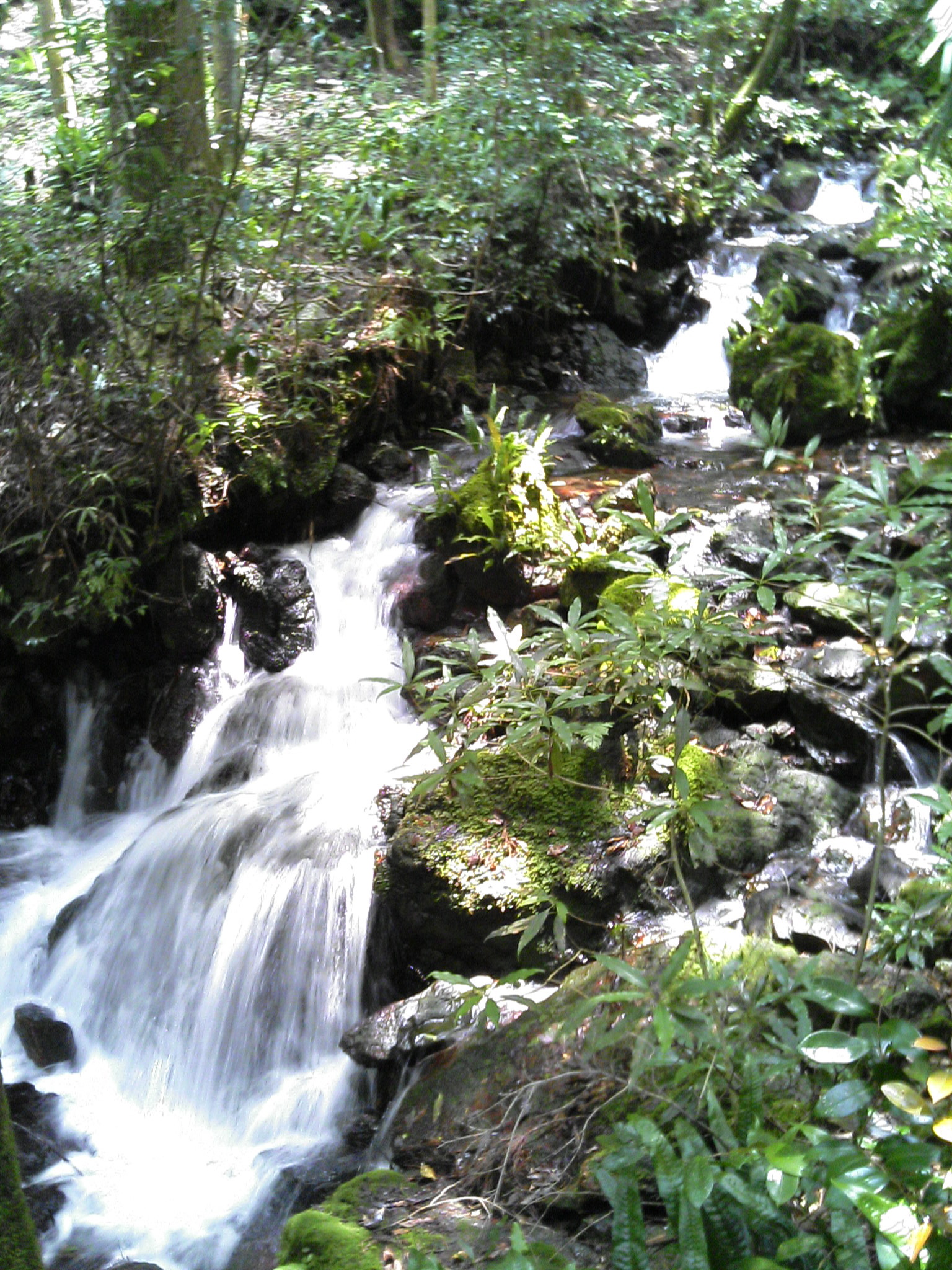
観音水

観音水（かんのんすい）は、愛媛県の南西部、西予市宇和町明間に位置する湧水。1985年（昭和60年）名水百選のひとつに選定された。
また、西予市指定名勝にも指定されている。

## 概要
伝説では、戦国時代の天正年間（1573年 - 1593年）当地を治めいていた兵頭藤右衛門の一族が京都の清水寺に参詣し、当地に戻ると城内に観音像を安置した。そして、きれいな水が湧き出すよう観音像に念じたところ、清水が湧き出したので「観音水」と名付けられたという。その後、清水が湧き出た近くに観音堂が建立され観音像は城からここに移されたという。観音堂は明治時代まで存在したが明治末期に失火により焼亡し、その後は再建されていない。
水源は歯長峠にほど近い杉林の斜面にある鍾乳洞から湧き出ている。水質は石灰岩が溶出しておりミネラルが含まれて弱アルカリ性である。湧出量は日量8,000tで、水温は年間を通じて14℃である。
夏期には、観音水の名水を汲みに、飲食業者や一般市民がポリタンクやペットボトルを持って、休日には長蛇の列ができる。
また、観音水の近くでは夏期に流しそうめんが営業される。毎年8月10日には水への感謝より観音祭が行われている。
「西条市公共下水道雨水観音水幹線」で、手づくり郷土賞平成3年度（施設部門）受賞。平成19年度には大賞受賞。

## 交通
- 鉄道 JR予讃線卯之町駅下車 野村ダム方面へ車で20分
- 車 愛媛県道29号宇和野村線明間小学校対岸へ